# Marcus Kleveland
Marcus Kleveland (født 25. april 1999) er en norsk professionel snowboarder, som er vokset op i Dombås. Han er 13-gange X Games-medaljevinder - hvoraf de otte er guldmedaljer. Han lavede verdens første quad-cork i konkurrence i 2017, og vandt samme år Snowboard Magazines "Rookie of the Year". Kleveland konkurrerer i disciplinerne Slopestyle, Big Air og Knuckle Huck.

## Opvækst
Marcus Kleveland er vokset op i Dombås, Norge, og startede med at stå på snowboard, fordi hans storesøster gjorde det. Han stod på snowboard for første gang som treårig, og lærte ganske hurtigt at lave tricks. Som 11-årig landede han sin første double cork og som 13-årig en triple cork. 

## Gennembrud
Marcus Kleveland fik sit helt store gennembrud i starten af 2017, da han vandt guld i Slopestyle til X Games i Aspen, og fik sølv i disciplinen Big Air ved samme event. Samme år var Marcus Kleveland den samlede vinder af Big Air-konkurrencen Air+Style, og blev desuden nomineret til "Årets Gennembrud" til Idrettsgalla 2017. 

## OL
Marcus Kleveland har deltaget ved de olympiske vinterlege i 2018 og 2022.
| OL-resultater  | OL-resultater  |
| Vinter-OL 2018 | Vinter-OL 2018 |
| -------------- | -------------- |
| Disciplin      | Placering      |
| Slopestyle     | 6. plads       |
| Big Air        | 18. plads      |
| Vinter-OL 2022 |                |
| Disciplin      | Placering      |
| Slopestyle     | 14. plads      |
| Big Air        | 8. plads       |

## Knæskade
I december 2018 under en Dew Tour-træning kom Marcus Kleveland alvorligt til skade – hans knæ ramte et rail og hans knæskal blev knust. Lægerne troede ikke han ville komme til at konkurrere i snowboarding igen: I don't think I can fix this. This is like a bowl of cornflakes that somebody crunched up with their hands, fortalte Dr. Tom Hackett. Kleveland gennemgik en voldsom operation (en operation der krævede ca. 24-27 små skruer i hans knæ) og han missede resten af sæsonen, men kun et halvt år efter sin ulykke, var han i stand til at stå på snowboard igen.
| Citat           | I don't think I can fix this. This is like a bowl of cornflakes that somebody crunched up with their hands | Citat |
| Dr. Tom Hackett | |       |